# Prästrelationerna från Skåne och Blekinge av år 1624
Prästrelationerna från Skåne och Blekinge av år 1624 beskriver de skånska och blekingska socknarnas kulturlandskap. De nedtecknades av prästerna i församlingarna och skickades till den danska statsförvaltningen.
Den danske kungen Christian IV befallde 1622 biskoparna i Danmark och Norge att låta prästerna avfatta topografiska och antikvariska sockenbeskrivningar. Bakom kungens begäran stod forntidsforskaren Ole Worm. Prästerna skulle arbeta efter ett särskilt formulär och skicka beskrivningarna till kontraktsprosten. Denne omarbetade texterna och gav dem en enhetlig form innan han sände dem vidare till biskopen för vidare befordran till Köpenhamn. Beskrivningarna kunde gälla byar, gårdar, kvarnar, källor m.m. och inte minst historiska lämningar och minnesmärken med runor.
Lunds stift, med Skåne, Blekinge, Halland och Bornholm, blev färdigt 1624. Idag kan man bara återfinna en mindre del av materialet, resten har gått förlorat. Ungefär hälften av Skånes och Blekinges kontrakt är representerade, men inga av de halländska. Materialet förvaras sedan 1894 i Rigsarkivet i Köpenhamn.

## Tryckta utgåvor
- Samlinger til den danske historie : bd 1. - København, 1779. (Utdrag, ofta förvanskade enligt Tuneld). Libris 396785
- Sjöborg, Nils Henrik, Skånes historia och beskrifning : del 1. - Lund, 1801. (Folkloristiskt material, utdrag). Libris 2407306
- Skånska folkminnen : årsbok 1929.  (Folkloristiskt material, utdrag). Libris 2173000
- Prästrelationerna från Skåne och Blekinge av år 1624 / utgivna med noter och anmärkningar av John Tuneld. - Lund, 1934. Libris 898814
- Prästrelationerna från Luggude och S. Åsbo av år 1624 / utg. av Gert Jeppsson. - Stockholm, 1974. (Material som inte var känt när Tuneld gav ut Prästrelationerna 1934). Libris 685293